# Destroy All Humans! Big Willy Unleashed
Destroy All Humans! Big Willy Unleashed (англ. Знищити людство! Великий Віллі вільний) — американська відеогра жанру пригодницький бойовик у відкритому світі 2008 року, що розроблена компанією Locomotive Games і видана компанією THQ для Wii і є третьою частиною франшизи Destroy All Humans!. Версія для PlayStation 2 спочатку повинна була вийти одночасно з Wii, але в кінцевому підсумку була скасована через скорочення бюджету. Версія для PlayStation Portable також була скасована через «проблеми з управлінням», пов'язані з перекладом управління версії для Wii на порт.

## Сюжет
Дія Destroy All Humans! Big Willy Unleashed відбувається після Destroy All Humans! 2 і до Destroy All Humans! Path of the Furon. Дія гри розгортається в 1975 році, через 6 років після Destroy All Humans! 2. Криптоспоридій-138 і його наставник, Ортопокс-13, намагаються підтримати популярність Великого Віллі, ресторану швидкого харчування, яким володіє Ортопокс. Покс виявляє, що франшиза насправді є схемою утилізації людських тіл, які Крипто залишає валятися навколо.

## Ігровий процес

### Багатокористувацький режим
Гравець може грати в кооперативну та змагальну гру. У кооперативній грі мета — захистити ресторан Великого Віллі та знищити кухню Клакіна. У змагальному режимі гравці повинні торкатися маячків і вбивати один одного. Гравець може грати на двох ділянках в кооперативному і змагальному режимі.

## Огляди
| Агрегатор  | Оцінка |
| ---------- | ------ |
| Metacritic | 53/100 |

| Видання                   | Оцінка |
| ------------------------- | ------ |
| 1Up.com                   | C+     |
| Electronic Gaming Monthly | 5/10   |
| Eurogamer                 | 3/10   |
| Game Informer             | 5/10   |
| GamePro                   | [ 8 ]  |
| GameRevolution            | C      |
| GameSpot                  | 5.5/10 |
| GameSpy                   | [ 11 ] |
| GameZone                  | 5.5/10 |
| IGN                       | 5.8/10 |
| Nintendo Power            | 7/10   |

Destroy All Humans! Big Willy Unleashed отримала змішані або середні відгуки, згідно з оцінкою агрегатора рецензій Metacritic.
Багато критиків розкритикували графіку гри, зокрема GameZone заявили, що «виглядає як гра для GameCube з гарним освітленням та візуальними ефектами, але з блочними будівлями та моделями персонажів».
1UP також послалися на поганий мультиплеєр, сказавши, що «мультиплеєр надає дуже мало контенту, а те, що надається, просто жахливе».
Щодо місця гри в серії, IGN заявили, що «все ще весело божеволіти з анальним пістолетом-зондом, відривати голови пішоходам гігантськими руками Великого Віллі та хихотіти над озвучкою».